# Monte Ruapehu
O Monte Ruapehu é um estratovulcão formado pela sobreposição de material piroclástico que se acumula durante as erupções. Está localizado na Ilha Norte da Nova Zelândia, 2779 metros acima do nível do mar, tendo o cume as coordenadas 39.28ºS 175.57ºW e sendo o ponto mais alto da ilha Norte. Fica aproximadamente a 240 km a norte da capital Wellington.
O Ruapehu é um dos mais ativos vulcões da Nova Zelândia. Sua cratera abriga um lago formado por cinzas, barro e água com armazenados dentro de uma grande cratera em seu topo. Já foi cenário de inúmeros filmes, entre eles a trilogia de "O Senhor dos Anéis".
O Ruapehu é um dos três vulcões do Tongariro World Heritage Park, o primeiro parque nacional da Nova Zelândia, na Ilha Norte, conhecida pelo seu grande número de vulcões ainda ativos.
Em 1953, uma gigantesca massa de massa de água e cinzas vulcânicas, após a descida a grande velocidade de uma das encostas, envolveu uma ponte no rio Whangaehu, por onde passava um comboio, causando a morte de 151 pessoas.
Suas constantes erupções atraem todos os anos milhares de turistas em busca de aventura e pesquisa.